# Archidiocèse de Pesaro
L’archidiocèse de Pesaro (en latin : Archidioecesis Pisaurensis ; en italien : arcidiocesi di Pesaro) est un archidiocèse métropolitain de l'Église catholique d'Italie appartenant à la région ecclésiastique des Marches.

## Territoire
Il est situé dans la partie nord de la province de Pesaro et d'Urbino ; l'autre fraction de la province est partagée par l'archidiocèse d'Urbino-Urbania-Sant'Angelo in Vado et le diocèse de Fano-Fossombrone-Cagli-Pergola qui sont ses suffragants ainsi que par les diocèses de Gubbio, Rimini, Saint-Marin-Montefeltro et Senigallia. Son territoire est d'une superficie de 287 km2 divisé en 54 paroisses regroupées en 6 archidiaconés. L'archevêché est à Pesaro avec la cathédrale de l'Immaculée Conception. Dans la même ville, l'église Notre-Dame de Grâces des Servites de Marie conserve un tableau de la Vierge particulièrement vénéré par les fidèles ainsi que les reliques de la bienheureuse Micheline de Pesaro (1300-1356). C'est encore à Pesaro que se trouve la basilique mineure des saints Decentius et Germain. À Mombaroccio, le couvent des Franciscains gardent les restes du bienheureux Sanctès d’Urbino (it) (1343-1394).

## Histoire
Selon la tradition, une communauté chrétienne existe à Pesaro dès le Ier siècle et la ville est érigée en siège épiscopal par le pape Évariste vers l'an 120 avec saint Terence de Pesaro (en), comme 1er évêque, un ancien soldat originaire de Pannonie, martyrisé dans la région et devenu le saint patron de la ville et de l'archidiocèse. La chronologie épiscopale traditionnelle de Pesaro ajoute, après Terence, trois autres saints évêques. On ne sait rien de saint Florent, si ce n’est que cet évêque est mentionné comme successeur de Terence dans la passion de saint-Terence, écrite au XIIIe siècle. Saint Decentius est connu, avec saint Germain, par une passion médiévale qui n'a cependant aucune valeur historique ; selon Lanzoni (it), il pourrait s'agir d'un évêque de Pesaro, d'âge inconnu, enterré dans une église suburbaine portant son nom et qui était probablement la cathédrale primitive diocésaine. Ensuite, la chronologie mentionne saint Héraclien, qui est identifié à l'évêque italien Héraclius (Ήράκλειος), dont le siège est inconnu, qui signe les décisions du concile de Sardique (343/344) sans y avoir pris part. Les saints évêques Terence, Decentius et Héraclien sont représentés sur une fresque dans la crypte de la basilique des saints Decentius et Germain datant du VIIe siècle.
Le premier évêque historiquement documenté est Germain, qui participe au concile de Rome organisé par le pape Symmaque le 1er mars 499 ; l'évêque lui-même, mais sans indication du lieu d'appartenance, est toujours mentionné en août 501 ainsi dans une lettre du pape Gélase Ier (492-496). Germain est alors identifié à l'évêque éponyme, dont le lieu d'appartenance n'est jamais indiqué, qui est envoyé par le pape Anastase II (après le 24 novembre 496) à Constantinople en tant que légat pontifical dans la délicate question du schisme acacien (it). L’évêque suivant de Pesaro est Félix, documenté à l’époque du pape Pélage II (578-590) et mentionné dans certaines lettres de Grégoire Ier entre février 595 et juillet 596.
Les évêques de Pesaro du premier millénaire qui suivent sont connus pour leur participation aux conciles célébrés par les pontifes. Parmi ceux-ci, on peut citer Maxime et Béat, qui font partie des évêques qui prennent part au concile de Latran de 649 et à celui de Rome de 680 dans lequel l'hérésie monothélite est condamnée ; Stable, qui prend part au concile de Latran de 769 au cours duquel l'antipape Constantin II est déposé ; et encore Domique en 826, Ragubel présent aux conciles de 853 et 861 et dont la pierre tombale est préservée, Dominique en 869 et Adalbert en 998/999.

Diocèses suffragants.

En 848, un raid sarrasin détruit la cathédrale extra-urbaine, que Lanzoni identifie à l'église de San Decenzio, reconstruite quelques années plus tard par l'évêque Ragubel dans l'enceinte de la ville. La présence de l'ordre de Saint Benoît dans la région de Pesaro est documentée depuis la seconde moitié du VIe siècle dans le monastère adjacent à la basilique de San Decentius. À la fin du Xe siècle, sont fondées deux des plus célèbres abbayes bénédictines de la région : celle de San Tommaso in Foglia, où le pape Clément II décède le 10 septembre 1047 ; et celle de Santa Croce de Monte Favale.
Le 4 juin 1563, le pape Pie IV érige Urbino en siège métropolitain et le diocèse de Pesaro intègre sa province ecclésiastique. En 1575, la création du séminaire est décidée conformément aux décrets du concile de Trente, dont l'édifice est construit à partir de 1596.
La réorganisation des diocèses de la région des Marches consécutive à la bulle pontificale "Quo maiori" du 11 mars 2000 fait qu'Urbino perd la dignité métropolitaine transférée à Pesaro, élevée en archidiocèse métropolitain avec deux diocèses suffragants.

## Culture
En 1984, Mgr Gaetano Michetti ouvre la bibliothèque et les archives historiques diocésaines au public. La bibliothèque diocésaine conserve un nombre indéterminé de volumes, dont la partie la plus ancienne est le fonds de bibliothèque du séminaire épiscopal, dont les inventaires existent depuis le XVIIIe siècle. La bibliothèque est divisée en sections d’histoire locale et régionale, d’art, de biographie et d’hagiographie.
Les archives historiques diocésaines consistent en une série de fonds dont les principaux, outre ceux de la curie archiépiscopale, sont ceux de la confrérie de l'Annonciation, du Saint Sacrement, de la paroisse de la cathédrale, du chapitre de la cathédrale et du fond Don Gabucci. La surintendance des archives des Marches reconnaît que les archives diocésaines de Pesaro sont d’un intérêt historique considérable.
En 2006, le musée diocésain de Pesaro est ouvert au public. Il comprend une section archéologique et une section historique et artistique. Parmi les œuvres les plus importantes exposées, nous pouvons citer le sarcophage de saint Decentius de Ginestreto, qui remonte au VIIIe siècle avec des influences lombardes évidentes dans le décor ; quelques fragments d'une mosaïque original de la cathédrale voisine, datant du IVe siècle, à l'époque paléochrétienne ; un très rare ciboire byzantin en ivoire du VIe siècle, probablement originaire de Ravenne ; les innombrables statues en bois renaissance et baroque de Pesaro et Urbino
Ces trois institutions culturelles sont basées dans le palais Lazzarini, construit en 1788 comme séminaire diocésain et aujourd'hui le siège de la curie archiépiscopale.

## Sources
- (en) Catholic-Hierarchy